# Caroline Dhenin
Caroline Dhenin (3 juni 1973) is een tennisspeelster uit Frankrijk.
In 1995 krijgt ze een wildcard voor Roland Garros, waarmee ze haar eerste grandslam speelt. Ook speelt ze daar met Alois Beust op het gemenddubbeltoernooi, beide malen strandde ze in de eerste ronde. Ook in 1996 krijgt ze een wildcard voor het damesenkeltoernooi, met hetzelfde resultaat. Ook in 1997 komt ze met een wildcard op het damesenkeltoernooi, en behaalt ze de derde ronde. Op de US Open 1998 behaalt ze met Émilie Loit de kwartfinale bij het damesdubbeltoernooi.